# Israel no Festival Eurovisão da Canção
Israel, apesar de não localizar-se no continente europeu, participa no Festival Eurovisão da Canção por ser filiado da União Europeia de Radiodifusão. Venceu quatro vezes, a primeira em 1978 e no ano seguinte, em que sediou, em 1979. Passados 19 anos, em 1998, venceu novamente, sendo a mais recente e última vitória em 2018, tendo obtido 529 pontos com a música "Toy" de Netta Barzilai.
Sediou por duas vezes em Jerusalém (1979, 1999) e uma em Tel Aviv (2019).

## Galeria

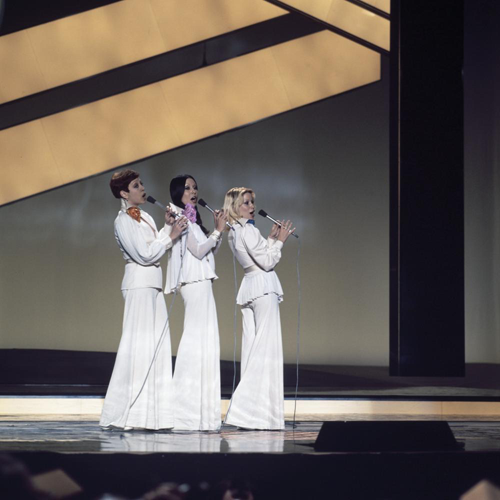
Shokolad Menta Mastik em Haia (1976)
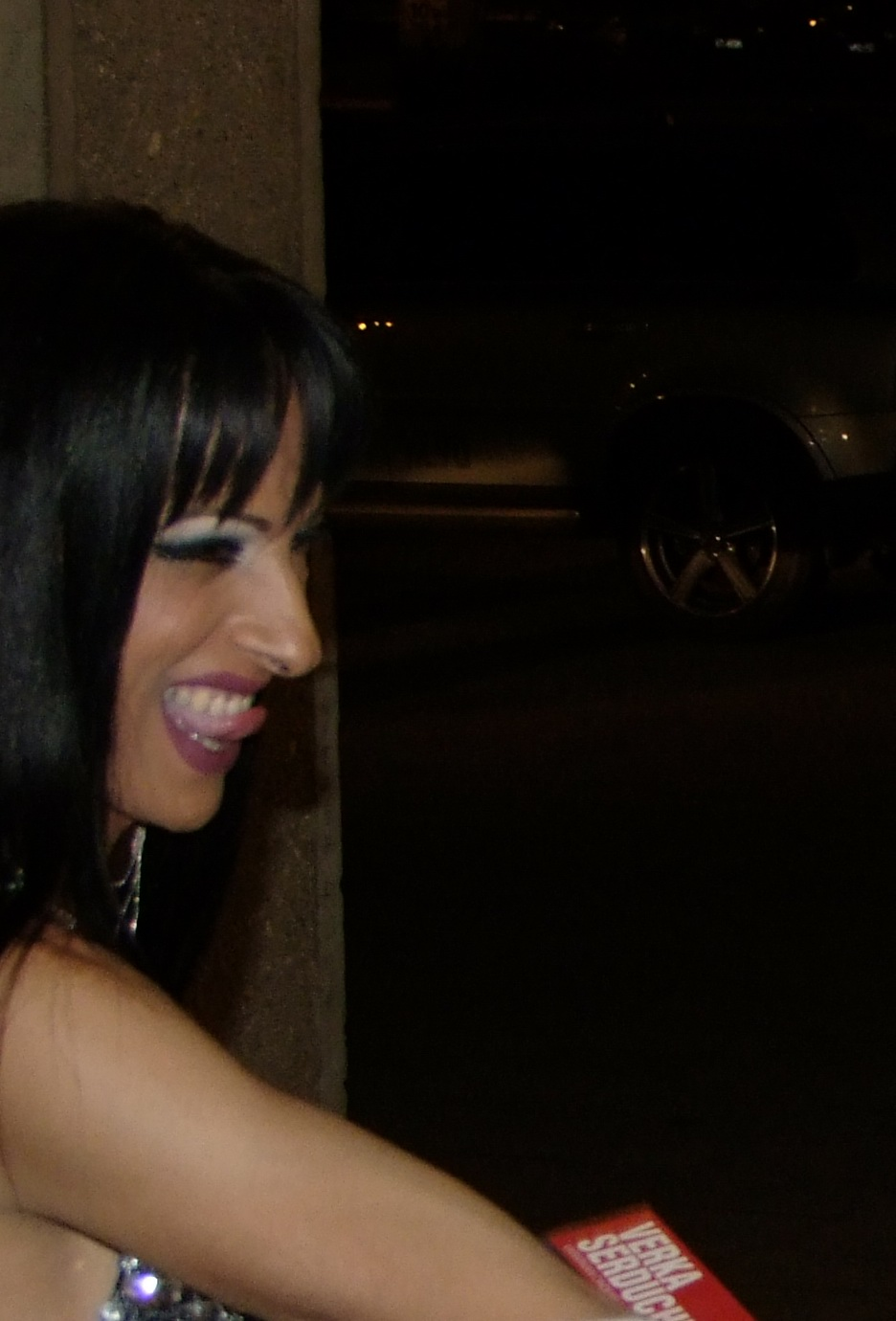
Dana International em Birmingham (1998)
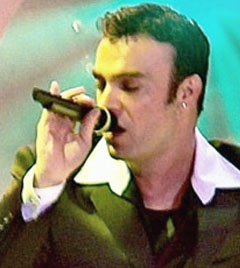
David D'Or em Istambul (2004)
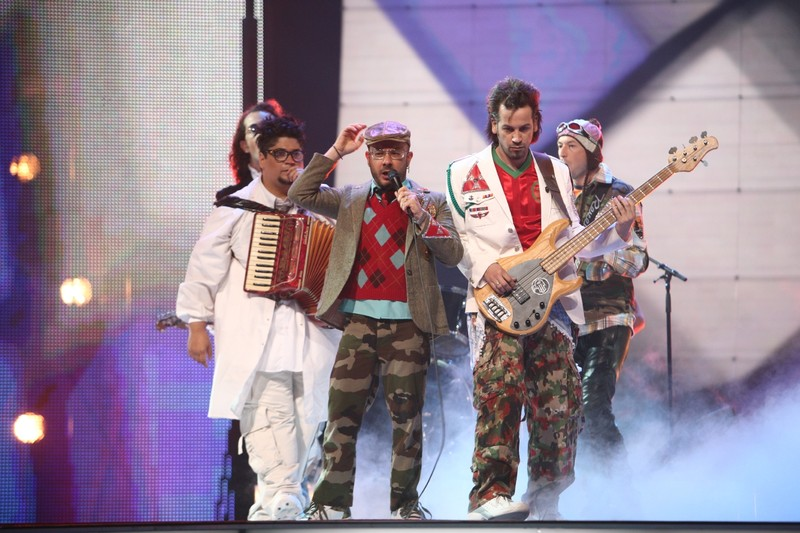
Teapacks em Helsínquia (2007)
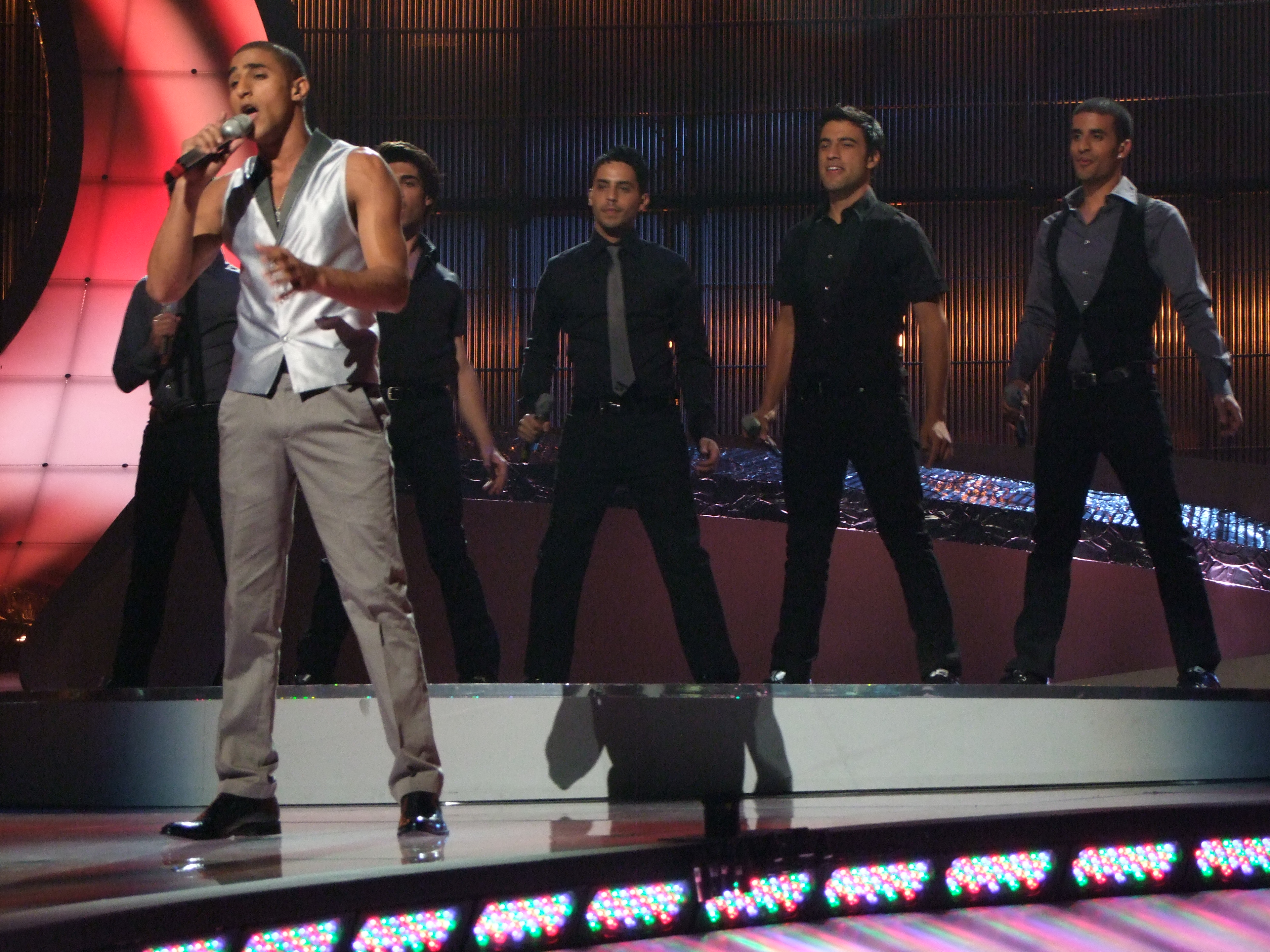
Boaz em Belgrado (2008)
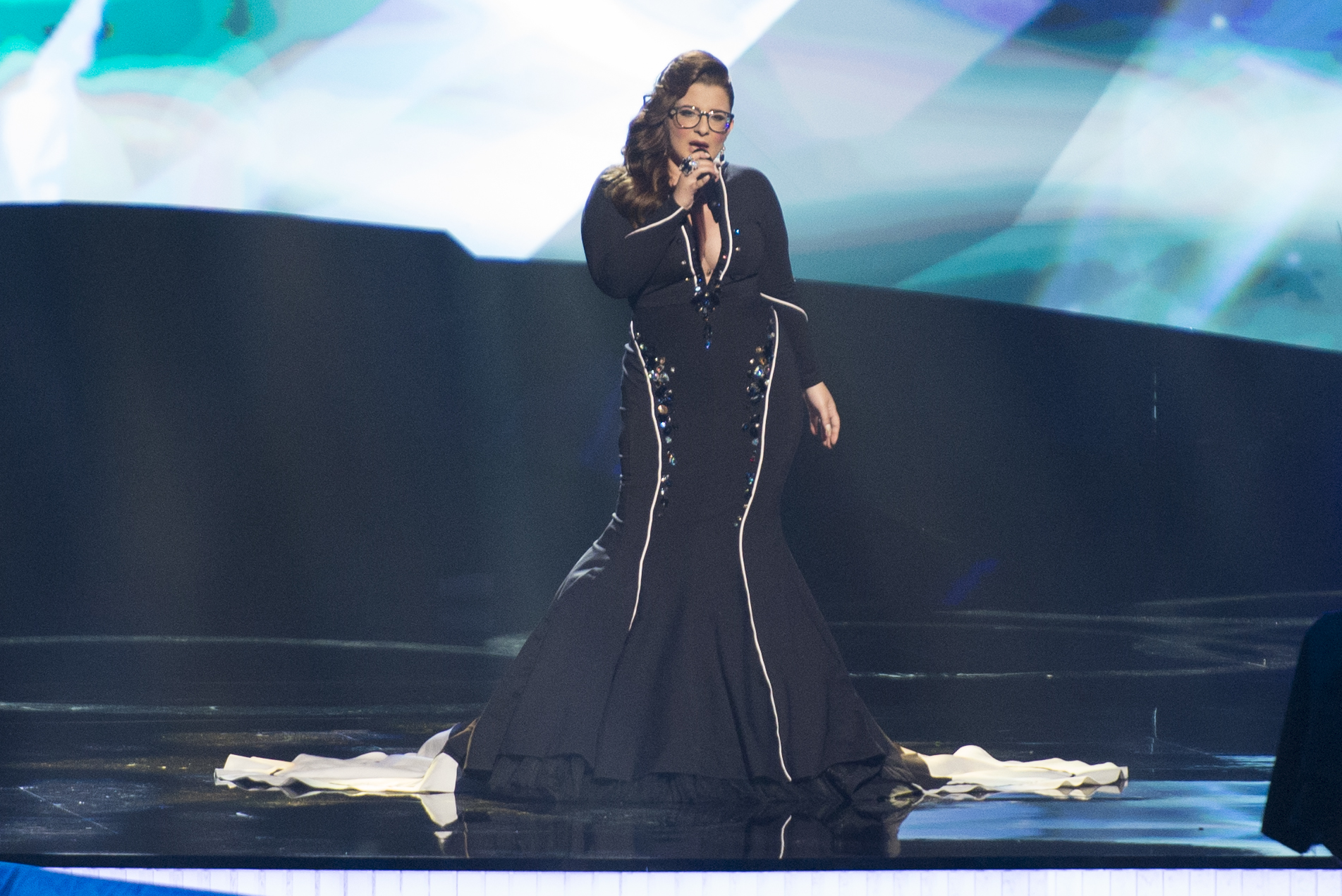
Moran Mazor em Malmö (2013)
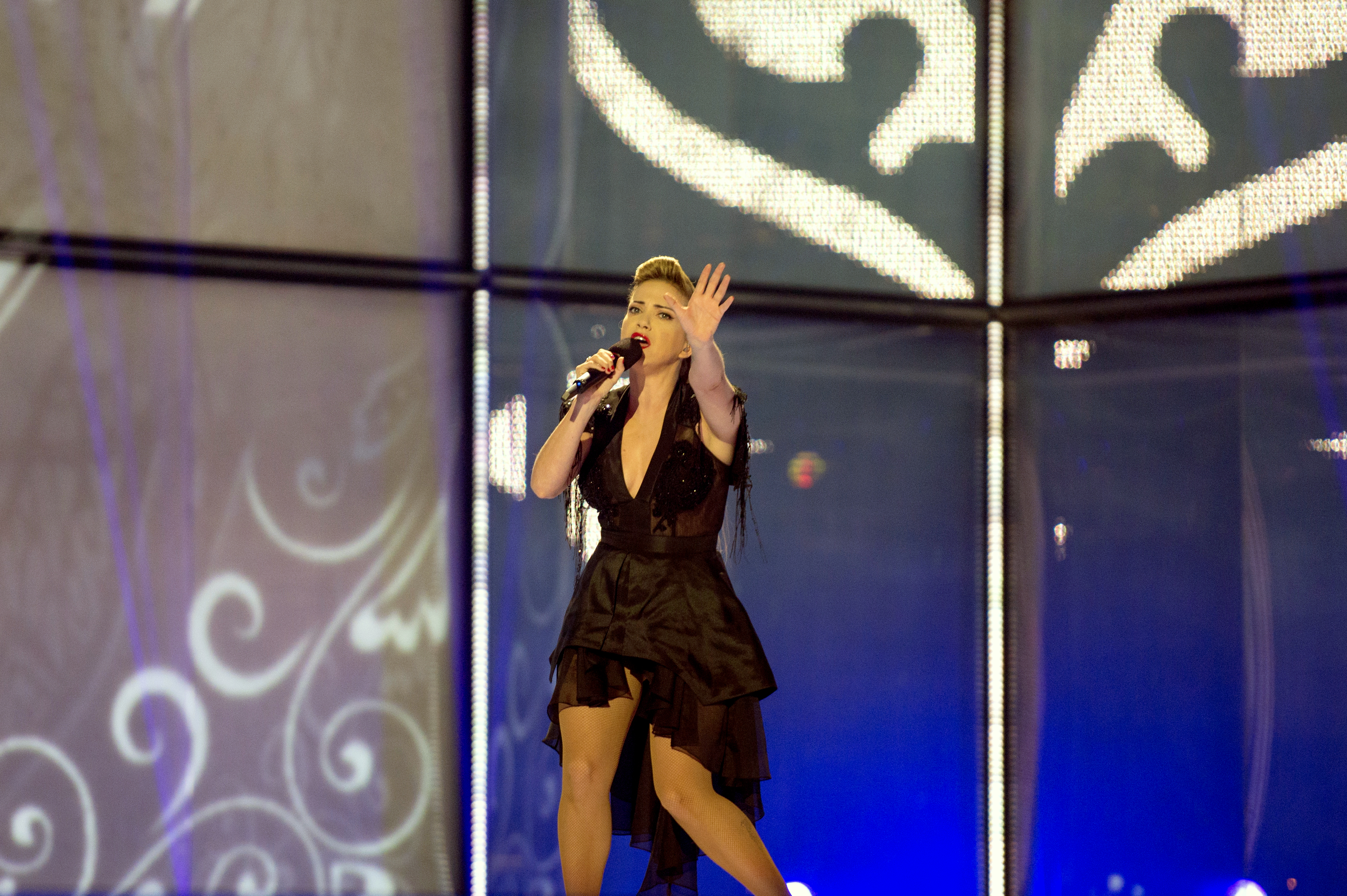
Mei Feingold em Copenhaga (2014)
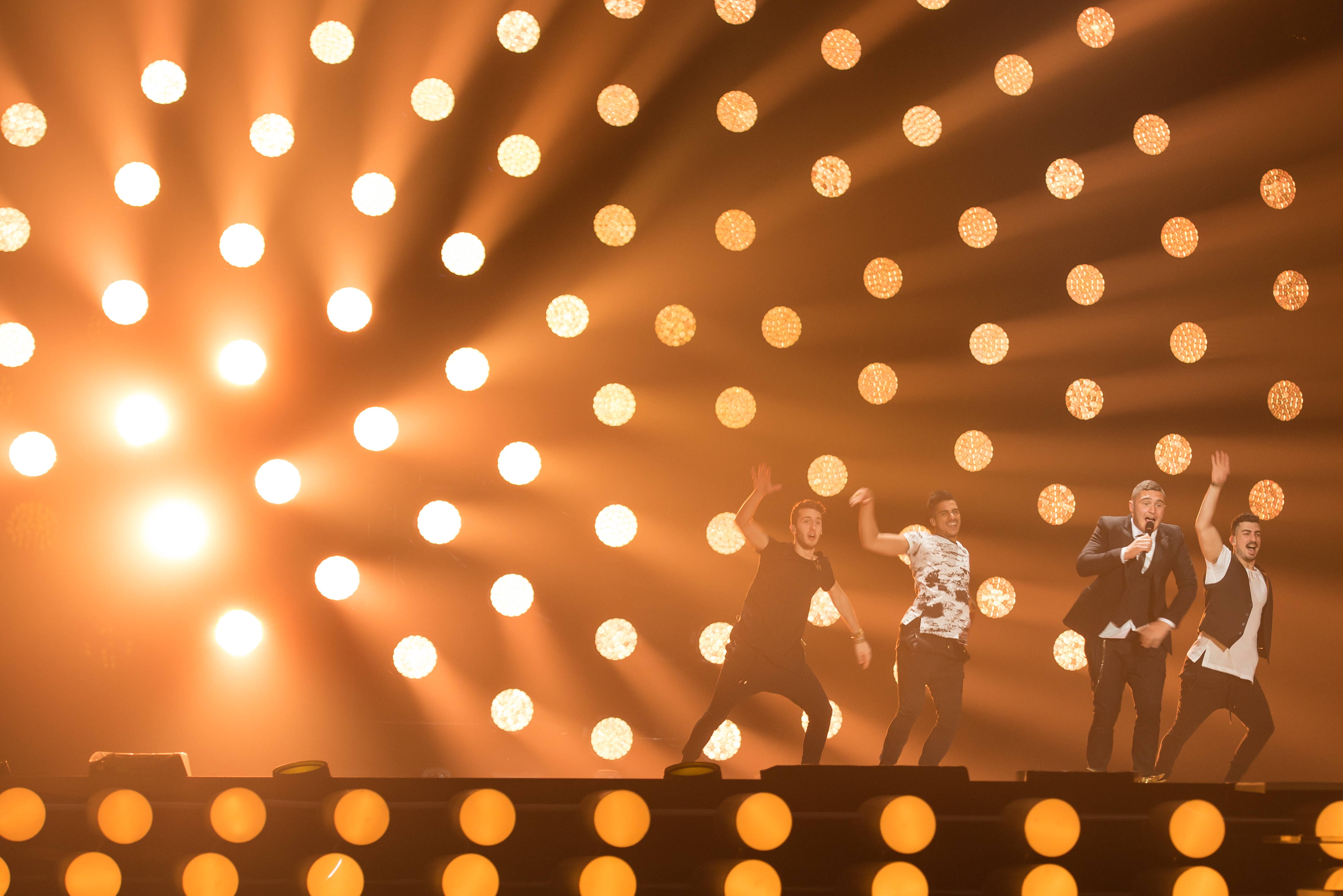
Nadav Guedj em Viena (2015)
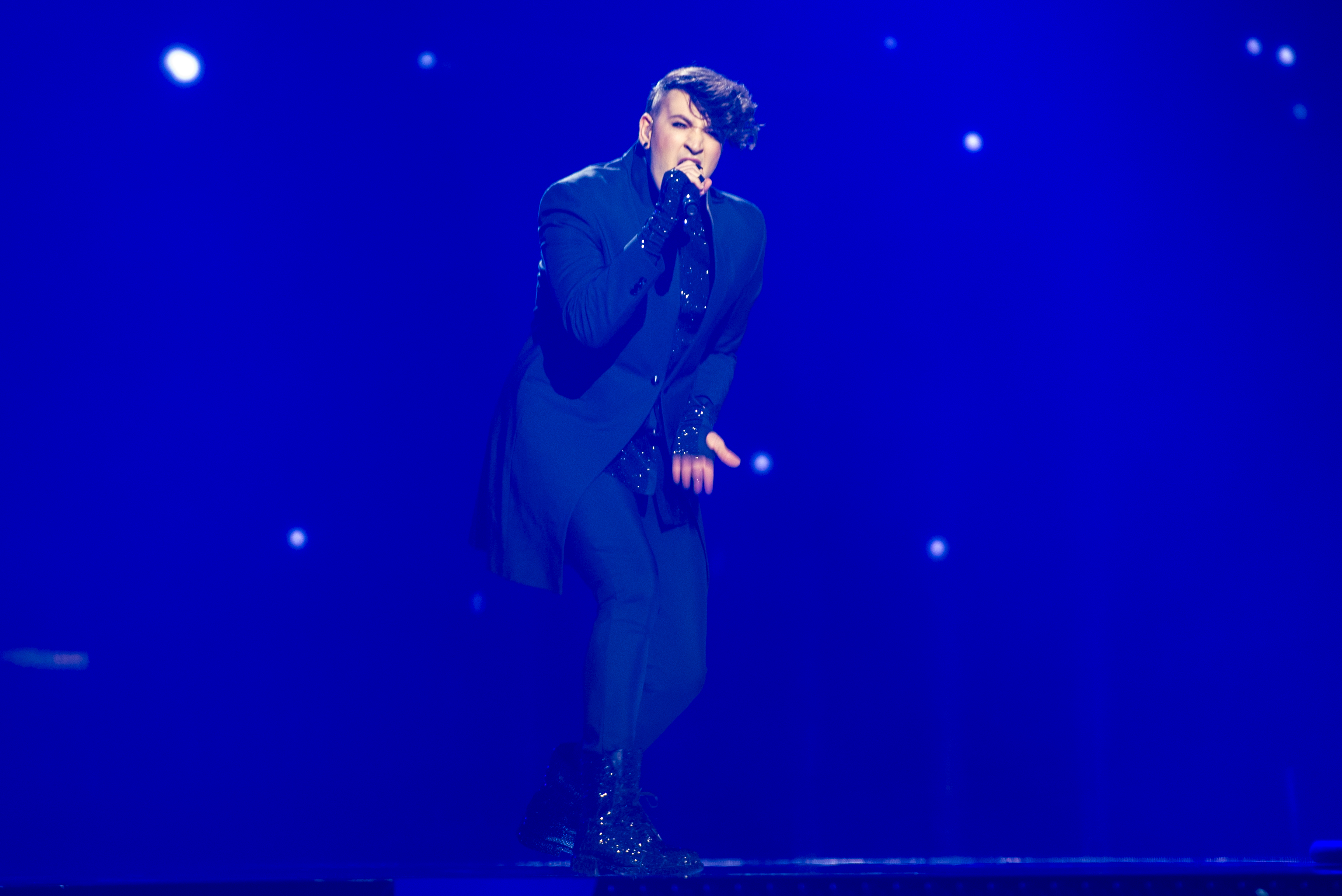
Hovi Star em Estocolmo (2016)
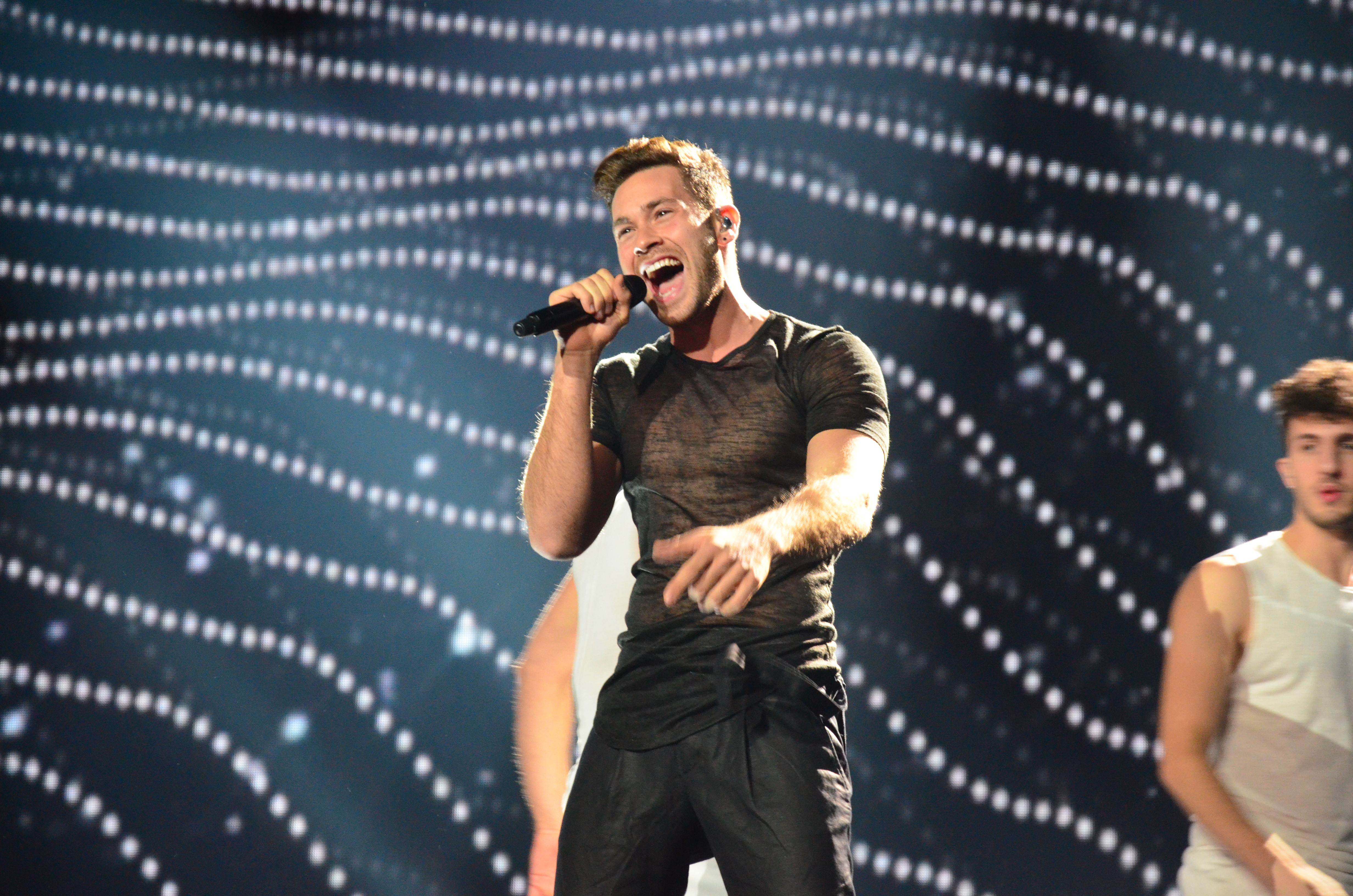
Imri Ziv em Kiev (2017)
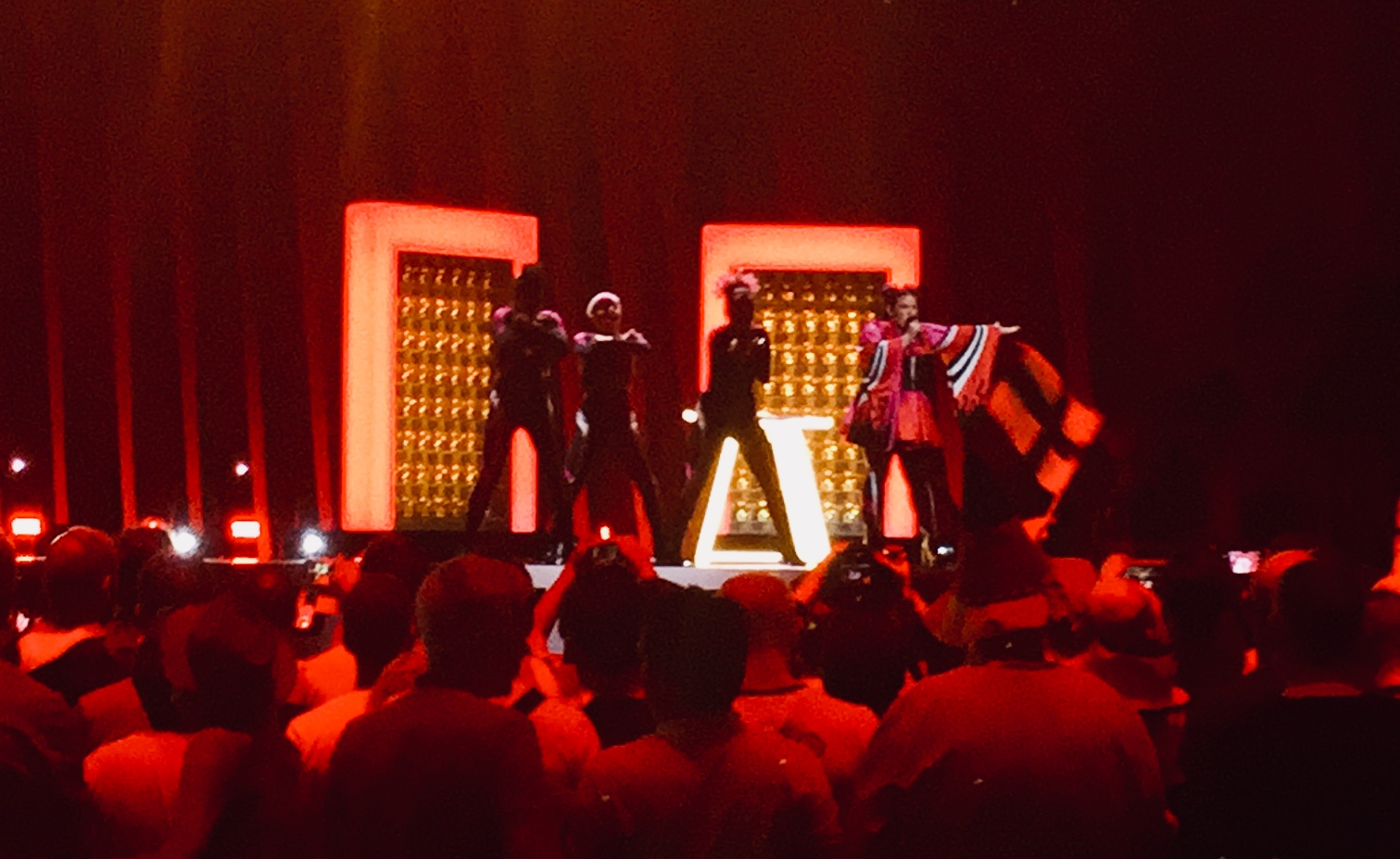
Netta Barzilai em Lisboa (2018)
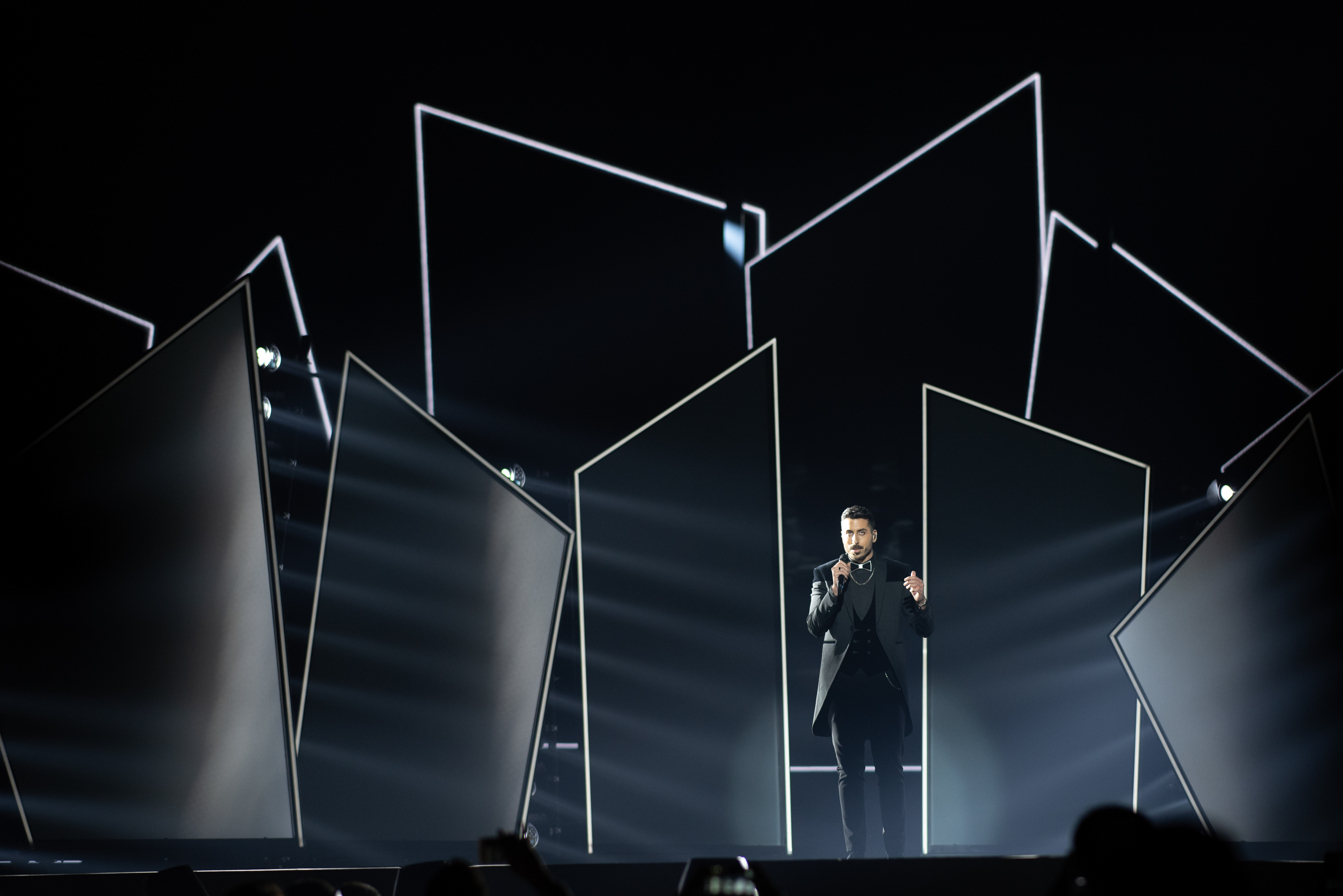
Kobi Marimi em Tel Aviv (2019)

## Participações
Legenda
     Vencedor
     2.º lugar
     3.º lugar
     Pontuação Nula ("Null Points")/Último Lugar
     Melhor classificação (fora do top 3)
     Qualificação para a final (fora do top 3)
     País-anfitrião
     Desclassificado
| #   | Ano             | Artista                           | Canção                                                                      | Língua                            | Final                    | Pontos                   | Semi                        | Pontos                      |
| --- | --------------- | --------------------------------- | --------------------------------------------------------------------------- | --------------------------------- | ------------------------ | ------------------------ | --------------------------- | --------------------------- |
| 1º  | Luxemburgo 1973 | Ilanit                            | "Ey Sham" (אי שם) Nalgum lugar                                              | Hebraico                          | 4º                       | 97                       | Sem semi-finais             | Sem semi-finais             |
| 2º  | Brighton 1974   | Kaveret                           | "Natati La Khaiai" (נתתי לה חיי) Dei-te a minha vida                        | Hebraico                          | 7º                       | 11                       | Sem semi-finais             | Sem semi-finais             |
| 3º  | Estocolmo 1975  | Shlomo Artzi                      | "At Va'Ani" (את ואני) Tu e Eu                                               | Hebraico                          | 11º                      | 40                       | Sem semi-finais             | Sem semi-finais             |
| 4º  | Haia 1976       | Shokolad Menta Mastik             | "Emor Shalom" (אמור שלום) Diz Olá                                           | Hebraico                          | 6º                       | 77                       | Sem semi-finais             | Sem semi-finais             |
| 5º  | Londres 1977    | Ilanit                            | "Ahava Hi Shir Lishnayim" (אהבה היא שיר לשניים) Amor é uma Canção Para Dois | Hebraico                          | 11º                      | 49                       | Sem semi-finais             | Sem semi-finais             |
| 6º  | Paris 1978      | Izhar Cohen & the Alphabeta       | "A-Ba-Ni-Bi" (א-ב-ני-בי) Amo-te                                             | Hebraico                          | 1º                       | 157                      | Sem semi-finais             | Sem semi-finais             |
| 7º  | Jerusalém 1979  | Gali Atari & Milk and Honey       | "Hallelujah" (הללויה) Aleluia                                               | Hebraico                          | 1º                       | 125                      | Sem semi-finais             | Sem semi-finais             |
|     | Haia 1980       | The Brothers & the Sisters        | "Pizmon Chozer" (פזמון חוזר) Refrão                                         | Hebraico                          | Desistiu                 | Desistiu                 | Sem semi-finais             | Sem semi-finais             |
| 8º  | Dublin 1981     | Hakol Over Habibi                 | "Halayla" (הלילה) Esta noite                                                | Hebraico                          | 7º                       | 56                       | Sem semi-finais             | Sem semi-finais             |
| 9º  | Harrogate 1982  | Avi Toledano                      | "Hora" (הורה)                                                               | Hebraico                          | 2º                       | 100                      | Sem semi-finais             | Sem semi-finais             |
| 10º | Munique 1983    | Ofra Haza                         | "Khay" (חי) Viva                                                            | Hebraico                          | 2º                       | 136                      | Sem semi-finais             | Sem semi-finais             |
|     | Luxemburgo 1984 | Ilanit                            | "Balalaika" (בללייקה)                                                       | Hebraico                          | Desistiu                 | Desistiu                 | Sem semi-finais             | Sem semi-finais             |
| 11º | Gotemburgo 1985 | Izhar Cohen                       | "Olé, Olé" (עולה, עולה)                                                     | Hebraico                          | 5º                       | 93                       | Sem semi-finais             | Sem semi-finais             |
| 12º | Bergen 1986     | Moti Giladi & Sarai Tzuriel       | "Yavó Yom" (יבוא יום) Um dia virá                                           | Hebraico                          | 19º                      | 7                        | Sem semi-finais             | Sem semi-finais             |
| 13º | Bruxelas 1987   | Datner & Kushnir                  | "Shir habatlanim" (שיר הבטלנים) A canção dos vagabundos                     | Hebraico                          | 8º                       | 73                       | Sem semi-finais             | Sem semi-finais             |
| 14º | Dublin 1988     | Yardena Arazi                     | "Ben Adam" (בן אדם) Ser humano                                              | Hebraico                          | 7º                       | 85                       | Sem semi-finais             | Sem semi-finais             |
| 15º | Lausanne 1989   | Gili & Galit                      | "Derekh Hamelekh" (דרך המלך) Caminho do Rei                                 | Hebraico                          | 12º                      | 50                       | Sem semi-finais             | Sem semi-finais             |
| 16º | Zagreb 1990     | Rita                              | "Shara Barkhovot" (שרה ברחובות) Cantando nas ruas                           | Hebraico                          | 18º                      | 16                       | Sem semi-finais             | Sem semi-finais             |
| 17º | Roma 1991       | Duo Datz                          | "Kan" (כאן) Aqui                                                            | Hebraico                          | 3º                       | 139                      | Sem semi-finais             | Sem semi-finais             |
| 18º | Malmö 1992      | Dafna Dekel                       | "Ze Rak Sport" (זה רק ספורט) Isto é Apenas Desporto                         | Hebraico                          | 6º                       | 85                       | Sem semi-finais             | Sem semi-finais             |
| 19º | Millstreet 1993 | Sarah'le Sharon & The Shiru Group | "Shiru" (שירו) Cantem                                                       | Hebraico                          | 24º                      | 4                        | Kvalifikacija za Millstreet | Kvalifikacija za Millstreet |
|     | Dublin} 1994    | Não participou                    | Não participou                                                              | Não participou                    | Não participou           | Não participou           | Sem semi-finais             | Sem semi-finais             |
| 20º | Dublin 1995     | Liora                             | "Amen" (אמן)                                                                | Hebraico                          | 8º                       | 81                       | Sem semi-finais             | Sem semi-finais             |
| 21º | Oslo 1996       | Galit Bell                        | "Shalom Olam" (שלום עולם) Olá mundo                                         | Hebraico                          | Não se qualificou        | Não se qualificou        | 28º                         | 12                          |
|     | Dublin 1997     | Não participou                    | Não participou                                                              | Não participou                    | Não participou           | Não participou           | Sem semi-finais             | Sem semi-finais             |
| 22º | Birmingham 1998 | Dana International                | "Diva" (דיווה)                                                              | Hebraico                          | 1º                       | 172                      | Sem semi-finais             | Sem semi-finais             |
| 23º | Jerusalém 1999  | Eden                              | "Yom Huledet (Happy Birthday)" (יום הולדת) Parabéns                         | Hebraico & Inglês                 | 5º                       | 93                       | Sem semi-finais             | Sem semi-finais             |
| 24º | Estocolmo 2000  | PingPong                          | "Sameyakh" (שמייח) Ser Feliz                                                | Hebraico & Inglês                 | 22º                      | 7                        | Sem semi-finais             | Sem semi-finais             |
| 25º | Copenhaga 2001  | Tal Sondak                        | "En Davar" (אין דבר) Não faz mal                                            | Hebraico                          | 16º                      | 25                       | Sem semi-finais             | Sem semi-finais             |
| 26º | Tallinn 2002    | Sarit Hadad                       | "Nadlik Beyakhad Ner (Light A Candle)" (נדליק ביחד נר) Acenderemos uma vela | Hebraico & Inglês                 | 12º                      | 37                       | Sem semi-finais             | Sem semi-finais             |
| 27º | Riga 2003       | Lior Narkis                       | "Milim La'Ahava" (מילים לאהבה) Palavras para amor                           | Hebraico & Inglês                 | 19º                      | 17                       | Sem semi-finais             | Sem semi-finais             |
| 28º | Istambul 2004   | David D'Or                        | "Leha'amin" (להאמין) Acreditar                                              | Hebraico & Inglês                 | Não se qualificou        | Não se qualificou        | 12º                         | 57                          |
| 29º | Kiev 2005       | Shiri Maimon                      | "Hasheket Shenish'ar" (השקט שנשאר) O silêncio que permaneceu                | Hebraico & Inglês                 | 4º                       | 154                      | 7º                          | 158                         |
| 30º | Atenas 2006     | Eddie Butler                      | "Together We Are One" Juntos somos um                                       | Hebraico & Inglês                 | 23º                      | 4                        | Top 11 no ano anterior      | Top 11 no ano anterior      |
| 31º | Helsínquia 2007 | Teapacks                          | "Push the button" Carregar no botão                                         | Hebraico, Francês & Inglês        | Não se qualificou        | Não se qualificou        | 24º                         | 17                          |
| 32º | Belgrado 2008   | Boaz                              | "The fire in your eyes" O fogo nos teus olhos                               | Hebraico & Inglês                 | 9º                       | 124                      | 5º                          | 104                         |
| 33º | Moscovo 2009    | Noa & Mira Awad                   | "There Must Be Another Way" Deve Haver Uma Maneira Melhor                   | Inglês, Hebraico & Árabe          | 16º                      | 53                       | 7º                          | 75                          |
| 34º | Oslo 2010       | Harel Skaat                       | "Milim" (מילים) Palavras                                                    | Hebraico                          | 14º                      | 71                       | 8º                          | 71                          |
| 35º | Düsseldorf 2011 | Dana International                | "Ding Dong" (דינג דונג)                                                     | Hebraico & Inglês                 | Não se qualificou        | Não se qualificou        | 15º                         | 38                          |
| 36º | Baku 2012       | Izabo                             | "Time" Tempo                                                                | Hebraico & Inglês                 | Não se qualificou        | Não se qualificou        | 13º                         | 33                          |
| 37º | Malmö 2013      | Moran Mazor                       | "Rak bisvilo" (רק בשבילו) Apenas ele                                        | Hebraico                          | Não se qualificou        | Não se qualificou        | 14º                         | 40                          |
| 38º | Copenhaga 2014  | Mei Finegold                      | "Same Heart" O Mesmo Coração                                                | Hebraico & Inglês                 | Não se qualificou        | Não se qualificou        | 14º                         | 19                          |
| 39º | Viena 2015      | Nadav Guedj                       | "Golden Boy" Menino de ouro                                                 | Inglês                            | 9º                       | 97                       | 3º                          | 151                         |
| 40º | Estocolmo 2016  | Hovi Star                         | "Made of Stars" Feito de Estrelas                                           | Inglês                            | 14º                      | 135                      | 7º                          | 147                         |
| 41º | Kiev 2017       | Imri Ziv                          | "I Feel Alive" Sinto-me vivo                                                | Inglês                            | 23º                      | 39                       | 3º                          | 207                         |
| 42º | Lisboa 2018     | Netta Barzilai                    | "Toy" Brinquedo                                                             | Inglês                            | 1º                       | 529                      | 1º                          | 283                         |
| 43º | Tel Aviv 2019   | Kobi Marimi                       | "Home" Casa                                                                 | Inglês                            | 23º                      | 35                       | País anfitrião              | País anfitrião              |
|     | Roterdão 2020   | Eden Alene                        | "Feker Libi" (ፍቅር ልቤ) Meu amor                                              | Inglês, Amárico, Hebraico & Árabe | A edição não se realizou | A edição não se realizou | A edição não se realizou    | A edição não se realizou    |
| 44º | Roterdão 2021   | Eden Alene                        | "Set Me Free" Liberta-me                                                    | Inglês & Hebraico                 | 17º                      | 93                       | 5º                          | 192                         |
| 45º | Turim 2022      | Michael Ben David                 | "I. M" Eu Sou                                                               | Inglês                            | Não se qualificou        | Não se qualificou        | 13º                         | 61                          |
| 46º | Liverpool 2023  | Noa Kirel                         | "Unicorn" Unicórnio                                                         | Inglês & Hebraico                 | 3º                       | 362                      | 3º                          | 127                         |
| 47º | Malmö 2024      | Eden Golan                        | "Hurricane" Furacão                                                         | Inglês & Hebraico                 | 5º                       | 375                      | 1º                          | 194                         |
| 48º | Basileia 2025   | Yuval Raphael                     | "New Day Will Rise" O novo dia erguer-se-á                                  | Inglês, Francês & Hebraico        | 2º                       | 357                      | 1º                          | 203                         |

| Ano             | Artista            | Canção                      | Final             | Final             | Final             | Final             | Final             | Final             | Semi            | Semi            | Semi            | Semi            | Semi           | Semi           |
| Ano             | Artista            | Canção                      | Tlv.              | Pontos            | Júri              | Pontos            | Cl.               | Pontos            | Tlv.            | Pontos          | Júri            | Pontos          | Cl.            | Pontos         |
| --------------- | ------------------ | --------------------------- | ----------------- | ----------------- | ----------------- | ----------------- | ----------------- | ----------------- | --------------- | --------------- | --------------- | --------------- | -------------- | -------------- |
| Moscovo 2009    | Noa & Mira Awad    | "There Must Be Another Way" | 25º               | 15                | 9º                | 107               | 16º               | 53                | Apenas televoto | Apenas televoto | Apenas televoto | Apenas televoto | 7º             | 75             |
| Oslo 2010       | Harel Skaat        | "Milim"                     | 19º               | 27                | 5º                | 134               | 14º               | 71                | 12º             | 46              | 4º              | 88              | 8º             | 71             |
| Düsseldorf 2011 | Dana International | "Ding Dong"                 | Não se qualificou | Não se qualificou | Não se qualificou | Não se qualificou | Não se qualificou | Não se qualificou | 11º             | 51              | 16º             | 36              | 15º            | 38             |
| Baku 2012       | Izabo              | "Time"                      | Não se qualificou | Não se qualificou | Não se qualificou | Não se qualificou | Não se qualificou | Não se qualificou | 16º             | 16              | 9º              | 72              | 13º            | 33             |
| Malmö 2013      | Moran Mazor        | "Rak bisvilo"               | Não se qualificou | Não se qualificou | Não se qualificou | Não se qualificou | Não se qualificou | Não se qualificou | 14º             | 10.67           | 9º              | 7.95            | 14º            | 40             |
| Copenhaga 2014  | Mei Finegold       | "Same Heart"                | Não se qualificou | Não se qualificou | Não se qualificou | Não se qualificou | Não se qualificou | Não se qualificou | 14º             | 26              | 15º             | 32              | 14º            | 19             |
| Viena 2015      | Nadav Guedj        | "Golden Boy"                | 7º                | 104               | 8º                | 80                | 9º                | 97                | 2º              | 157             | 4º              | 114             | 3º             | 151            |
| Estocolmo 2016  | Hovi Star          | "Made of Stars"             | 22º               | 11                | 8º                | 124               | 14º               | 135               | 16º             | 20              | 4º              | 127             | 7º             | 147            |
| Kiev 2017       | Imri Ziv           | "I Feel Alive"              | 22º               | 5                 | 21º               | 34                | 23º               | 39                | 4º              | 132             | 6º              | 75              | 3º             | 207            |
| Lisboa 2018     | Netta Barzilai     | "Toy"                       | 1º                | 317               | 3º                | 212               | 1º                | 529               | 4º              | 116             | 1º              | 167             | 1º             | 283            |
| Tel Aviv 2019   | Kobi Marimi        | "Home"                      | 19º               | 35                | 26º               | 0                 | 23º               | 35                | País anfitrião  | País anfitrião  | País anfitrião  | País anfitrião  | País anfitrião | País anfitrião |
| Roterdão 2021   | Eden Alene         | "Set Me Free"               | 20º               | 20                | 12º               | 73                | 17º               | 93                | 5º              | 93              | 4º              | 99              | 5º             | 192            |
| Turim 2022      | Michael Ben David  | "I. M"                      | Não se qualificou | Não se qualificou | Não se qualificou | Não se qualificou | Não se qualificou | Não se qualificou | 13º             | 27              | 11º             | 34              | 13º            | 61             |
| Liverpool 2023  | Noa Kirel          | "Unicorn"                   | 5º                | 185               | 2º                | 177               | 3º                | 362               | Apenas televoto | Apenas televoto | Apenas televoto | Apenas televoto | 3º             | 127            |
| Malmö 2024      | Eden Golan         | "Hurricane"                 | 2º                | 323               | 12º               | 52                | 5º                | 375               | Apenas televoto | Apenas televoto | Apenas televoto | Apenas televoto | 1º             | 194            |
| Basileia 2025   | Yuval Raphael      | "New Day Will Rise"         | 1º                | 297               | 14º               | 60                | 2º                | 357               | Apenas televoto | Apenas televoto | Apenas televoto | Apenas televoto | 1º             | 203            |

## Apresentadores

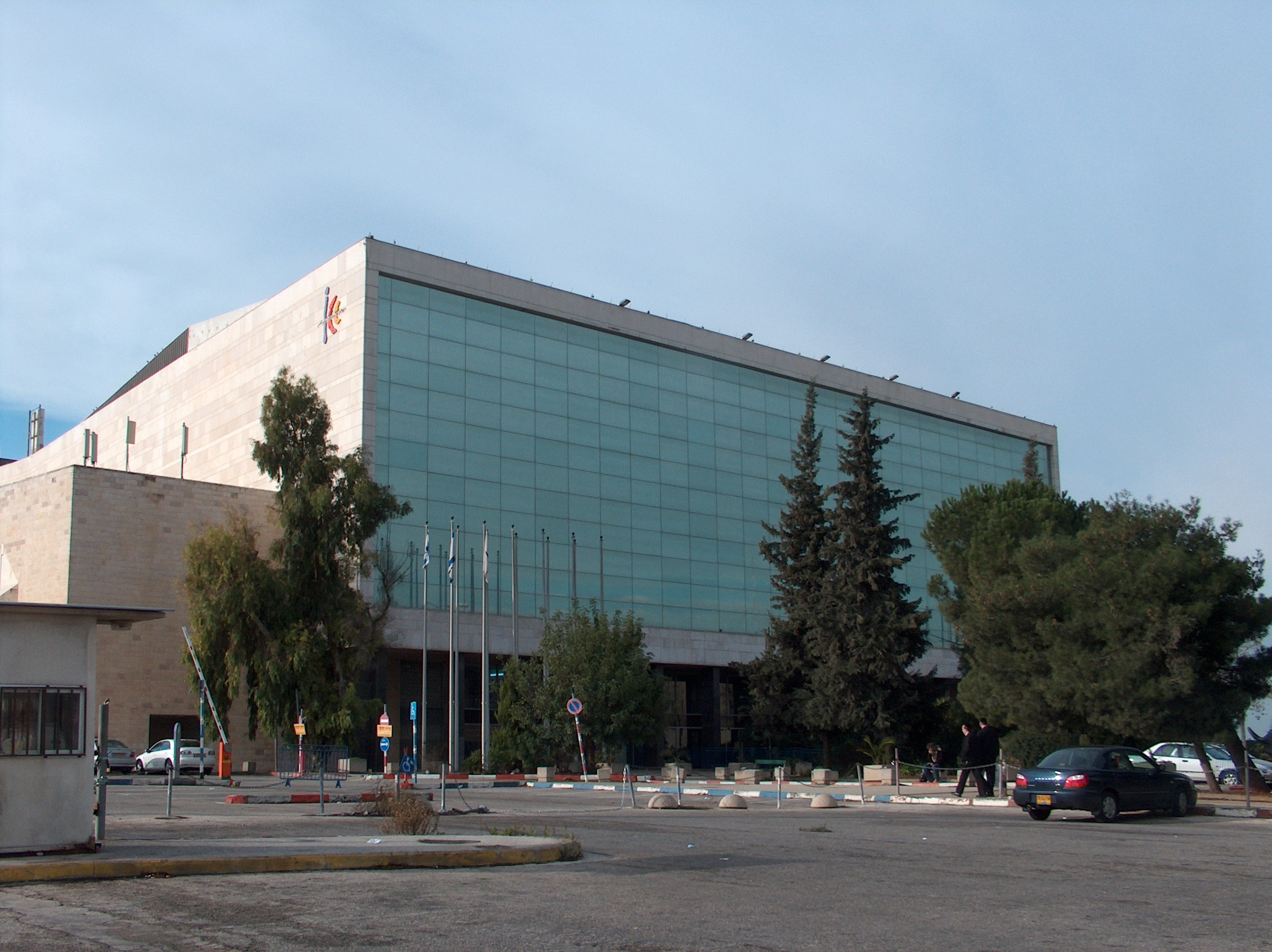
International Convention Center (Jerusalém) em Jerusalém, sede do Festival Eurovisão da Canção 1979 e Festival Eurovisão da Canção 1999
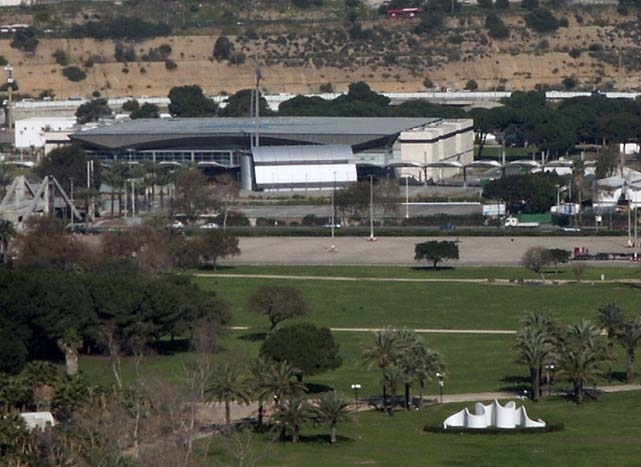
Expo Tel Aviv em Tel Aviv, sede do Festival Eurovisão da Canção 2019

| Ano  | Local     | Local                           | Apresentador(es)                             |
| ---- | --------- | ------------------------------- | -------------------------------------------- |
| 1979 | Jerusalém | International Convention Center | Yardena Arazi e Daniel Pe'er                 |
| 1999 | Jerusalém | International Convention Center | Dafna Dekel, Sigal Shachamon e Yigal Ravid   |
| 2019 | Tel Aviv  | Expo Tel Aviv                   | Bar Refaeli, Erez Tal, Assi Azar, Lucy Ayoub |

## Comentadores e porta-vozes
| Ano(s) | Comentador televisivo | Porta-voz         |
| ------ | --------------------- | ----------------- |
| 1973   | Sem comentador        | —                 |
| 1974   | Sem comentador        | Yitzhak Shim'oni  |
| 1975   | Sem comentador        | Yitzhak Shim'oni  |
| 1976   | Sem comentador        | Yitzhak Shim'oni  |
| 1977   | Sem comentador        | Yitzhak Shim'oni  |
| 1978   | Sem comentador        | Yitzhak Shim'oni  |
| 1979   | Yoram Arbel           | Dan Kaner         |
| 1980   | Sem transmissão       | Não participou    |
| 1981   | Sem comentador        | Dan Kaner         |
| 1982   | Sem comentador        | Yitzhak Shim'oni  |
| 1983   | Sem comentador        | Yitzhak Shim'oni  |
| 1984   | Sem comentador        | Não participou    |
| 1985   | Sem comentador        | Yitzhak Shim'oni  |
| 1986   | Sem comentador        | Yitzhak Shim'oni  |
| 1987   | Sem comentador        | Yitzhak Shim'oni  |
| 1988   | Sem comentador        | Yitzhak Shim'oni  |
| 1989   | Sem comentador        | Yitzhak Shim'oni  |
| 1990   | Sem comentador        | Yitzhak Shim'oni  |
| 1991   | Sem comentador        | Yitzhak Shim'oni  |
| 1992   | Sem comentador        | Daniel Pe'er      |
| 1993   | Daniel Pe'er          | Danny Rup         |
| 1994   | Sem comentador        | Não participou    |
| 1995   | Sem comentador        | Daniel Pe'er      |
| 1996   | Sem comentador        | Não participou    |
| 1997   | Sem transmissão       | Não participou    |
| 1998   | Sem comentador        | Yigal Ravid       |
| 1999   | Sem comentador        | Yoav Ginai        |
| 2000   | Sem comentador        | Yoav Ginai        |
| 2001   | Sem comentador        | Yoav Ginai        |
| 2002   | Sem comentador        | Michal Zoharetz   |
| 2003   | Sem comentador        | Michal Zoharetz   |
| 2004   | Sem comentador        | Merav Miller      |
| 2005   | Sem comentador        | Dana Herman       |
| 2006   | Sem comentador        | Dana Herman       |
| 2007   | Sem comentador        | Jason Danino-Holt |
| 2008   | Sem comentador        | Noa Barak-Weshler |
| 2009   | Sem comentador        | Ofer Nachshon     |
| 2010   | Sem comentador        | Ofer Nachshon     |
| 2011   | Sem comentador        | Ofer Nachshon     |
| 2012   | Sem comentador        | Ofer Nachshon     |
| 2013   | Sem comentador        | Ofer Nachshon     |
| 2014   | Sem comentador        | Ofer Nachshon     |
| 2015   | Sem comentador        | Ofer Nachshon     |
| 2016   | Sem comentador        | Ofer Nachshon     |
| 2017   | Sem comentador        | Ofer Nachshon     |

## Maestros
| Ano(s) | Maestro                        |
| ------ | ------------------------------ |
| 1973   | Nurit Hirsh                    |
| 1974   | Yonatan Rechter                |
| 1975   | Eldad Shrem                    |
| 1976   | Matti Caspi                    |
| 1977   | Eldad Shrem                    |
| 1978   | Nurit Hirsh                    |
| 1979   | Kobi Oshrat                    |
| 1980   | Não participou                 |
| 1981   | Eldad Shrem                    |
| 1982   | Silviu Nansi Brandes(a)        |
| 1983   | Silviu Nansi Brandes(a)        |
| 1984   | Não participou                 |
| 1985   | Kobi Oshrat                    |
| 1986   | Yoram Zadok                    |
| 1987   | Kobi Oshrat                    |
| 1988   | Eldad Shrem                    |
| 1989   | Shaike Paikov                  |
| 1990   | Rami Levin                     |
| 1991   | Kobi Oshrat                    |
| 1992   | Kobi Oshrat                    |
| 1993   | Amir Frohlich                  |
| 1994   | Não participou                 |
| 1995   | Gadi Goldman                   |
| 1996   | Não se qualificou para a final |
| 1997   | Não participou                 |
| 1998   | Sem maestro                    |

Notas:
↑(a)  Silviu Nansi Brandes obtera a nacionalidade israelita em 1975.

### Maestros anfitriões
| Ano(s) | Maestro          |
| ------ | ---------------- |
| 1979   | Yitzhak Graziani |

## Maestros anfitriões
| Israel deu mais pontos a: | Israel deu mais pontos a: | Israel deu mais pontos a: |
| Rank                      | País                      | Pontos                    |
| ------------------------- | ------------------------- | ------------------------- |
| 1                         | Suécia                    | 192                       |
| 2                         | Roménia                   | 182                       |
| 3                         | Rússia                    | 158                       |
| 4                         | França                    | 147                       |
| 4                         | Reino Unido               | 147                       |

| Israel recebeu mais pontos de: | Israel recebeu mais pontos de: | Israel recebeu mais pontos de: |
| Rank                           | País                           | Pontos                         |
| ------------------------------ | ------------------------------ | ------------------------------ |
| 1                              | França                         | 216                            |
| 2                              | Alemanha                       | 179                            |
| 3                              | Suíça                          | 173                            |
| 4                              | Países Baixos                  | 170                            |
| 5                              | Finlândia                      | 168                            |

## Prémios Marcel Bezençon
Prémio Imprensa
| Ano  | Artista         | Canção      | Resultado na final | Pontos | Anfitriã |
| ---- | --------------- | ----------- | ------------------ | ------ | -------- |
| 2010 | "Milim" (מילים) | Harel Skaat | 14º                | 71     | Oslo     |

Prémio Artistico (Votado pelos comentadores)
| Ano  | Artista     | Canção          | Resultado na final | Pontos | Anfitriã |
| ---- | ----------- | --------------- | ------------------ | ------ | -------- |
| 2010 | Harel Skaat | "Milim" (מילים) | 14º                | 71     | Oslo     |

Prémio Compositor
| Ano  | Canção          | Compositor(es) Letra (l) / Música (m) | Artista     | Resultado na final | Pontos | Anfitriã |
| ---- | --------------- | ------------------------------------- | ----------- | ------------------ | ------ | -------- |
| 2010 | "Milim" (מילים) | Tomer Hadadi (m), Noam Horev (l)      | Harel Skaat | 14º                | 71     | Oslo     |

## Congratulations: 50 Anos do Festival Eurovisão da Canção
Legenda
     Vencedor
     2.º lugar
     3.º lugar
     Pontuação Nula ("Null Points")/Último Lugar
     Melhor classificação (fora do top 3)
     Qualificação para a final (fora do top 3)
     País-anfitrião
     Desclassificado
| Ano  | Artista(s)         | Língua   | Canção         | Final             | Pontos            | Semi | Pontos | Classificação (1998) | Pontos (1998) |
| ---- | ------------------ | -------- | -------------- | ----------------- | ----------------- | ---- | ------ | -------------------- | ------------- |
| 1998 | Dana International | Hebraico | "Diva" (דיווה) | Não se qualificou | Não se qualificou | 13º  | 39     | 1º                   | 172           |